# Express-Airlines-II-Flug 5719
Express-Airlines-II-Flug 5719 (Flugnummer: 9E5719) war ein Linienflug vom Minneapolis-Saint Paul International Airport zum International Falls Airport in International Falls, Minnesota mit einem geplanten Zwischenstopp auf dem Chisholm-Hibbing Airport in Hibbing, Minnesota. Am 1. Dezember 1993 wurde der Flug mit einer Jetstream 31 bedient, die durch Express Airlines II im Auftrag von Northwest Airlink betrieben wurde. Im Landeanflug auf Hibbing streifte die Maschine Baumkronen und stürzte ab, wobei alle 18 Personen an Bord starben.

## Flugzeug
Die Maschine war eine Jetstream 31, die im Mai 1986 im Werk von British Aerospace im schottischen Prestwick gebaut worden war und die Seriennummer 706 trug. Sein Lufttüchtigkeitszeugnis erhielt das Flugzeug am 14. August 1986 und ging mit dem Luftfahrzeugkennzeichen N334PX an die Meridian Trust Company über. Diese verleaste die Maschine an Express I und später an die Nachfolgegesellschaft Express II Airlines. Die Flüge der Maschine wurden anfangs unter dem Markennamen Republic Express durchgeführt, nach der Fusion des Auftraggebers mit Northwest Airlines unter dem Namen Northwest Airlink.

## Passagiere und Besatzung
Am Unfalltag hatten beim Abflug 16 Passagiere in der Maschine Platz genommen. Im Cockpit befanden sich zwei Piloten, der 42-jährige Kapitän Marvin Falitz sowie der 25-jährige Offizier Chad Erickson. Erickson verfügte über 65 Stunden Flugerfahrung auf diesem Flugzeugtyp. Zum Zeitpunkt des Unfalls wurde die Maschine von Kapitän Falitz geflogen. Falitz war in den Jahren 1988, 1992 und Anfang 1993 bei der Fertigkeitsprüfung durchgefallen, bestand diese jedoch im November 1993.

## Flugverlauf
Da sich die Maschine bei ihrer Ankunft verspätet hatte und vorher noch die Leuchtmittel der Landescheinwerfer ausgetauscht werden mussten, hob Flug 5719 mit mehr als 40 Minuten Verspätung in Minneapolis ab. Zu einer weiteren Verzögerung kam es, als festgestellt wurde, dass das Flugzeug für den Abflug zu schwer war. Ein Passagier musste daraufhin aussteigen.
Flug 5719 verlief bis kurz vor dem Unfall ohne besondere Vorkommnisse. Die Maschine hatte eine Freigabe für eine ILS-gestützte Landung auf Bahn 31 erhalten. Da diese Landebahn nicht geräumt war und sie mit Rückenwind hätten landen müssen, baten die Piloten darum, stattdessen Bahn 13 anzufliegen. In dieser Landerichtung stand nur ein ILS-Rückkurs-Anflugverfahren zur Verfügung, bei dem es sich aufgrund der fehlenden vertikalen Führung um ein Nicht-Präzisionsanflugverfahren handelte.

## Unfallhergang

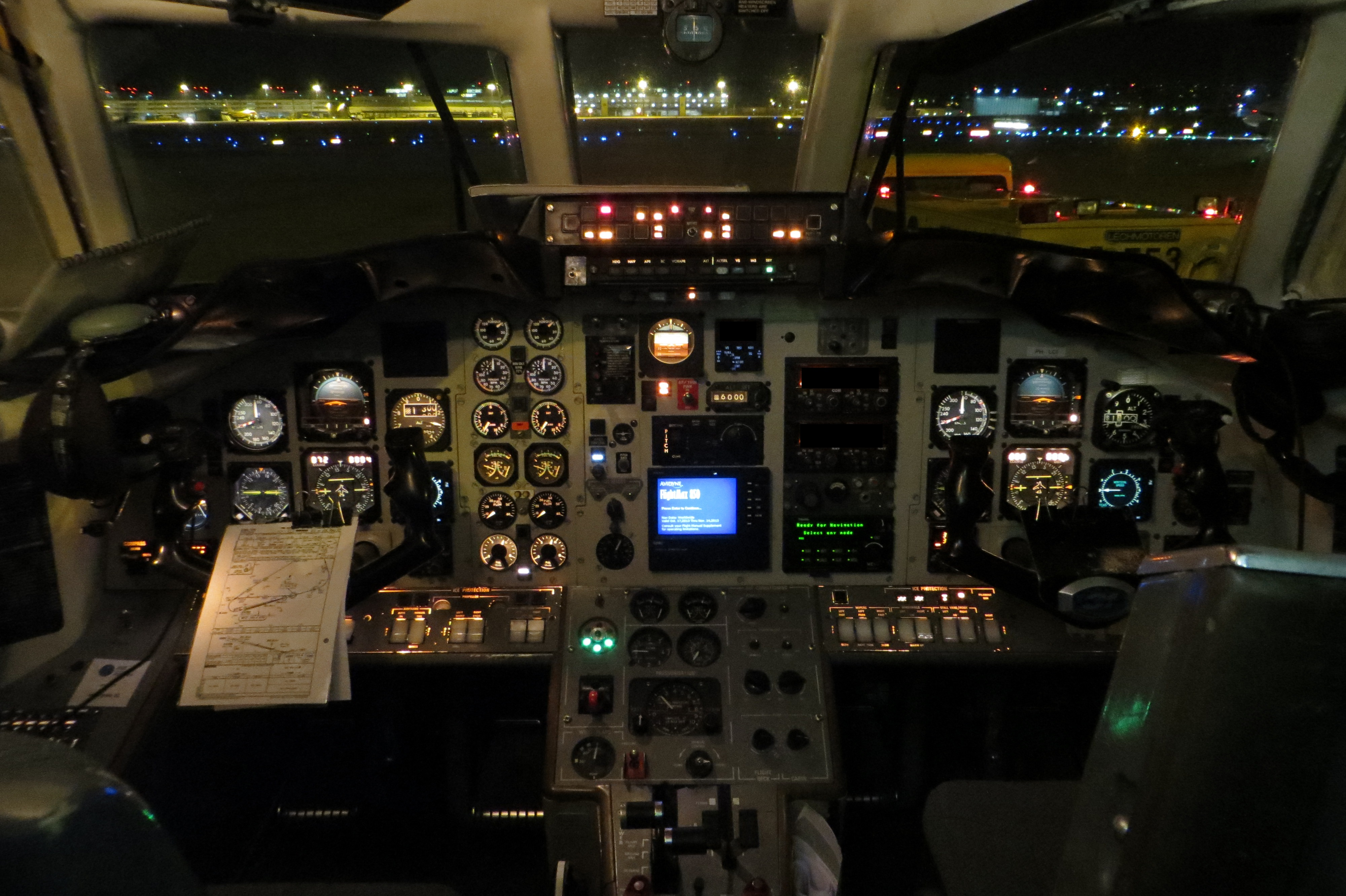
Cockpit einer Jetstream 31

Kapitän Falitz leitete den Anflug aus einer Höhe von 8000 Fuß (ca. 2400 Meter) spät ein und entschied sich für eine steile Sinkrate, um eine Vereisung der Tragflächen zu vermeiden. Die Maschine war nicht mit einem Bodenannäherungswarnsystem ausgerüstet, dieses war für kleine Maschinen zum Zeitpunkt des Unfalls nicht vorgeschrieben. Der steile Sinkflug mit einer Rate von 2250 Fuß (ca. 685 Meter) pro Minute wurde beibehalten. Die Befeuerung der Landebahn musste vom Flugzeug aus eingeschaltet werden, da es für den kleinen Flughafen zu kostenintensiv gewesen wäre, sie ununterbrochen zu betreiben. Als der Kapitän den Kopiloten anwies, die Lichter vor der Landebahn einzuschalten, war die Landebahn nicht zu erkennen. Tatsächlich hatte der Erste Offizier den Knopf jeweils nur kurz betätigt, was dem Empfänger nicht ausreichte, das Signal zu erkennen. Auf einer Höhe von 2040 Fuß (ca. 620 Meter) streifte die Maschine plötzlich einen Baumwipfel und kollidierte 200 Meter weiter mit mehreren Zitterpappeln. Die Maschine überschlug sich daraufhin und blieb kopfüber auf der rechten Seite liegen. Alle 18 Personen an Bord starben bei dem Unfall.

## Unfallursache
Zunächst wurde Vereisung als Unfallursache angenommen; dies konnte vom NTSB jedoch bald widerlegt werden. Als Unfallursache wurde das fehlende Bewusstsein der Piloten für ihre tatsächliche Flughöhe festgestellt, welches zu einem Abstieg unter die Mindestflughöhe geführt hatte.
Kapitän Falitz war dafür bekannt, Unternehmensabläufe zu befolgen und Checklisten akribisch abzuarbeiten, doch drei Erste Offiziere der Fluggesellschaft sagten aus, dass er sich auf Flügen ausgesprochen dominant im Cockpit verhalten habe. Wenn er frustriert war, sei er zeitweise absichtlich gefährliche Manöver geflogen, um Passagiere zu erschrecken und das Unternehmen zu „bestrafen“. Ein Prüfkapitän sagte aus, dass Falitz ein aggressiver Choleriker gewesen und regelmäßig durch einschüchterndes und provokantes Verhalten im Umgang mit Kollegen aufgefallen sei. In einem Wutanfall habe er einmal einem Kollegen gegen das Headset geschlagen.
Das NTSB sah in seinem Abschlussbericht schließlich das defizitäre Sozialverhalten des Kapitäns als einen wichtigen Faktor für den Unfall an. Dieses habe zu einem Zusammenbruch des Crew Resource Managements geführt. Der eher introvertierte Erste Offizier Erickson sei durch das barsche Verhalten seines Kollegen verängstigt gewesen. Nachdem Falitz ihn mehrmals herabwürdigend und wenig verständnisvoll zurechtgewiesen hatte, wollte Erickson keine weiteren Fehler machen und machte den Kapitän vermutlich deswegen nicht auf die Flughöhe der Maschine aufmerksam. Eine Mitverantwortung gab das NTSB auch der Fluggesellschaft, die, obwohl das problematische Verhalten des Kapitäns allgemein bekannt war, keine Maßnahmen unternommen hatte, um dieses zu sanktionieren.